# NGC 2850
NGC 2850 este o galaxie lenticulară situată în constelația Hidra. A fost descoperită în 22 martie 1882 de către Édouard Stephan⁠(d).